# Toter Hund
Der Tote Hund ist ein 2471 m ü. A. hoher Berg im österreichischen Teil des Steinernen Meeres in den Berchtesgadener Alpen. Der Gipfel liegt auf dem Gebiet der Katastralgemeinde Hinterthal in der Gemeinde Maria Alm im Pinzgau, Land Salzburg, rund 400 Meter südöstlich der Grenze zwischen Deutschland und Österreich, genauer der Gemarkung Forst Sankt Bartholomä in der Gemeinde Schönau am Königssee im oberbayerischen Landkreis Berchtesgadener Land.